# Тишбейн, Людвиг Филипп
Людвиг Филипп Тишбейн (нем. Ludwig Philipp Tischbein; 15 августа 1744, Кирхберг — 27 мая 1806, Санкт-Петербург) — немецкий художник: живописец, архитектор, рисовальщик и гравёр, мастер офорта, акварелист, театральный декоратор. Член большой семьи потомственных художников, насчитывавшей четыре поколения. Брат Иоганна Фридриха Августа Тишбейна. Работал в России.

## Биография
Учился живописи у отца, художника Иоганна Валентина Тишбейна (1715—1768) и у дяди, живописца-акварелиста Иоганна Антона Тишбейна Гамбургского (1720—1784). Совершенствовал своё искусство в Италии. Работал в Касселе в качестве театрального художника, стипендиата ландграфа Фридриха II Гессен-Кассельского. Затем в Риме и Париже. Преподавал рисунок в Кассельской академии.
В 1773 году приехал в Россию и занимался театрально-декорационным искусством. Изображал виды Санкт-Петербурга и Москвы. В качестве архитектора был помощником Тома де Томона. С 1782 года завершал строительство здания Большого театра в Санкт-Петербурге. Здание театра начали возводить в 1775 году по проекту Антонио Ринальди. В дальнейшем, после того как Ринальди упал с лесов и не мог лично наблюдать за ходом работ, императрица Екатерина II поручила Людвигу Филиппу Тишбейну создать новый проект и наблюдать за строительством.